# اس‌اس تاسمان (۱۹۲۱)
اس‌اس تاسمان (۱۹۲۱) (به انگلیسی: SS Tasman (1921)) یک کشتی بود. این کشتی در سال ۱۹۲۱ ساخته شد.